# Řeckokatolická farnost u Nejsvětější Trojice v Praze
Řeckokatolická farnost u Nejsvětější Trojice v Praze je řeckokatolická farnost sloužící slovenským katolickým věřícím byzantského ritu. Spadá pod pražský děkanát (protopresbyteriát) Apoštolského exarchátu řeckokatolické církve v České republice.

## O farnosti
Farnost vznikla vydělením z dosavadní farnosti při řeckokatolické katedrále sv. Klimenta na Starém Městě v roce 2009. Farním chrámem se stal kostel Nejsvětější Trojice ve Spálené ulici, který kdysi byl součástí kláštera trinitářů. Kostel Nejsvětější Trojice byl dříve farním pro jednu z pražských novoměstských římskokatolických farností, zrušených v rámci procesu slučování farností v pražské arcidiecézi. Ona farnost byla zrušena k 1. lednu 2006, kostel byl následně přenechán řeckokatolíkům a citlivě upraven pro potřeby bohoslužeb v byzantském ritu (byl instalován ikonostas v barokizujících formách a provedeny další úpravy).
| Kostel                    | Místo | Bohoslužba                 | Bohoslužba                                                                              | Poznámka       |
| ------------------------- | ----- | -------------------------- | --------------------------------------------------------------------------------------- | -------------- |
| Chrám Nejsvětější Trojice | Praha | neděle středa pátek sobota | 9.00 (církevněslovansky); 10.30 (slovensky) 17.00 (slovensky) 17.00 (církevněslovansky) | farní chrám    |
| Rotunda svatého Longina   | Praha | pondělí                    | 20.00 (pobožnost - akathist, církevněslovansky)                                         | filiální chrám |

### Ustanovení ve farnosti
- o. Mitr. prot. Kornel Baláž, farář
- o. Mgr. Ján Evanjelista Kočerha, farní vikář
- o. diak. PhDr. Ing. Jan Klobušický, diakon (jáhen)